# 청진교통 (서울)
청진교통(淸津交通)은 서울특별시 서초구의 마을버스회사이며, 계열사로는 청진운수, 금오운수, 부생운수, 청진자동차공업사가 있다.

## 역사
청진교통의 사명은 서도운수(瑞道運輸)에서 코끼리운수(―運輸)를 거쳐 현재의 청진교통으로 바뀌어왔다. 현재 차고지는 서울특별시 서초구 방배동 2680번지에 있다. 코끼리운수 시절의 사무실 및 차고지는 서초구 반포동 65-1에 존재했다.

## 운행 노선
- ● 서초14번 : 이수역 ↔ 뉴코아백화점 (구 서초마을 02번)

## 보유차량
전 차량이 그린시티, BYD eBus-9으로 운행한다.